# Decipha angulata
Decipha angulata är en insektsart som först beskrevs av Jacobi 1915.  Decipha angulata ingår i släktet Decipha och familjen Ricaniidae. Inga underarter finns listade i Catalogue of Life.